# Zoran Mamić
Zoran Mamić (Zagreb, Yugoslavia, 30 de septiembre de 1971) es un exjugador y entrenador de fútbol croata. Actualmente está libre.
Mamić fue anteriormente entrenador del Dinamo Zagreb, Al-Ain de los Emiratos Árabes Unidos y los equipos saudíes Al-Nassr y Al-Hilal. En su primera temporada con el club emiratí, ganó el primer doblete en sus 50 años de historia, que incluye la UAE Pro League y la Copa Presidente de Emiratos Árabes Unidos. También trabajó como director de fútbol en el Dinamo Zagreb.

## Carrera como jugador
Mamić jugó para el Dinamo Zagreb entre 1989 y 1996, después de lo cual pasó nueve años jugando en varios clubes de Alemania. Entre 1996 y 1998, disputó 45 partidos en la Bundesliga y marcó cuatro goles en liga con el Bochum. En 1998 se mudó por dos temporadas al Bayer Leverkusen, pero solo jugó 15 partidos de la Bundesliga con el club sin marcar un gol. Luego regresó a Bochum para la temporada 2000-01 e hizo otras 23 apariciones en la máxima categoría para el club.
En 2001 se trasladó al Greuther Fürth de la 2. Bundesliga y pasó dos temporadas con el club, disputó 48 partidos y marcó un gol. Posteriormente jugó una temporada cada uno para los clubes LR Ahlen y Eintracht Trier de la 2. Bundesliga, haciendo 21 apariciones en la liga para Ahlen y 30 apariciones en la liga para Trier, anotando un gol para el último club. En su carrera en Alemania, Mamić hizo 83 apariciones en la Bundesliga con cuatro goles marcados, así como 99 apariciones en la 2. Bundesliga con dos goles marcados.
En 2005 regresó al Dinamo Zagreb y terminó su carrera como jugador en el club a finales de marzo de 2007, tras lo cual continuó trabajando para el club como director deportivo. Fue capitán del equipo que ganó la Primera Liga en 2006. Su último partido fue el 3 de marzo de 2007 en su victoria a domicilio por 3-1 sobre el Varteks.

## Selección nacional
Mamić hizo su debut con Croacia en un partido de clasificación para la Copa del Mundo de octubre de 1996 contra Bosnia y Herzegovina en Bolonia, sustituyendo a Slaven Bilić en el minuto 90, y jugó un total de 6 partidos sin marcar goles. Fue miembro del equipo ganador de la medalla de bronce del país en la Copa Mundial de la FIFA 1998, aunque no jugó un solo minuto durante los siete partidos del equipo. Su último partido internacional fue un partido amistoso de junio de 1998 contra Australia.

### Participaciones en Copas del Mundo
| Mundial                        | Sede    | Resultado    |
| ------------------------------ | ------- | ------------ |
| Copa Mundial de Fútbol de 1998 | Francia | Tercer lugar |

## Carrera como entrenador

### Dinamo Zagreb
El 22 de octubre de 2013, tras el despido de Branko Ivanković, Mamić fue nombrado entrenador interino del Dinamo Zagreb por su hermano y presidente del club, Zdravko Mamić. Esta fue la segunda vez en solo dos meses que fue nombrado entrenador interino, ya que él (junto con Damir Krznar) se había hecho cargo del equipo del anterior entrenador del Dinamo, Krunoslav Jurčić, después de su derrota por 2-0 en casa contra Austria Viena en el agosto de 2013. Terminó su primer partido como entrenador interino con una victoria a domicilio contra Slaven Belupo. Una semana después, el Dinamo se enfrentó al Austria Wien en el partido de vuelta de los play-offs de la Champions League. En Viena, Mamić y Krznar llevaron al Dinamo a una victoria por 3-2, sin lograr un lugar en la fase de grupos de la Liga de Campeones en los últimos 10 minutos del partido, ya que el Dinamo tenía una ventaja de 3-1. 
Después de despedir al entrenador Ivanković, Mamić fue nuevamente designado como entrenador interino. Eligió a los exjugadores del Dinamo Zagreb, Damir Krznar e Igor Cvitanović, como sus asistentes. En noviembre de 2013, después de una serie de resultados positivos, incluido un partido 0-0 contra el PSV Eindhoven en la Europa League, Mamić sufrió su primera derrota como entrenador, en un partido fuera de casa contra el club neerlandés. En diciembre de 2013, Mamić llevó al Dinamo a uno de sus mayores triunfos en el Derbi Eterno contra el Hajduk Split, cuando ganó por 5-0 en los cuartos de final de la Copa de Croacia. Mamić llevó al Dinamo a otra temporada de la Liga de Campeones en 2015-16, después de una victoria global por 6-2 contra el KF Skënderbeu Korçë en la ronda de play-off. En la fase de grupos, Dimano comenzó con una impactante victoria en casa por 2-1 sobre el Arsenal. Con el club inglés perdiendo aún más ante el Olympiacos, el Dinamo Zagreb era el favorito para al menos lograr el tercer lugar en el grupo y asegurar los dieciseisavos de final de la Europa League. Sin embargo, perdieron el resto de sus partidos y quedó último en el grupo.

### Al-Nassr
En el verano de 2016, Mamić aceptó una oferta del Al-Nassr de Arabia Saudita. Mamić comenzó bien la temporada y, después de varias rondas, se especuló que llevaría al club a su primer trofeo después de muchos años. En las semifinales de la Copa del Príncipe de la Corona Saudí, el equipo dominó por completo a sus rivales muy favorecidos Al-Hilal y los derrotó 2-0 para clasificarse para la final, aunque caerían finalmente en la instancia decisiva. En febrero de 2017, después de problemas financieros en el club y a pesar de que le ofrecieron un nuevo contrato, Mamić renunció y se fue a los Emiratos Árabes Unidos para unirse al Al-Ain días después.

### Al-Ain
Mamić firmó un contrato de 18 meses, pero llegó al banquillo cuando el club ya había perdido todas las posibilidades de ganar un trofeo esta temporada. La única competencia que el nuevo entrenador comenzó desde el principio fue la Liga de Campeones de la AFC 2017. Al Ain ganó el grupo y se clasificó para la siguiente ronda invicto, donde el siguiente oponente fue el Esteghlal iraní. En el partido de ida en Irán, frente a 80.000 fanáticos, el equipo local obtuvo un gol de la victoria tardía, pero una semana después, aplastaron a sus oponentes por 6-1 para clasificarse para los cuartos de final. En la fase de cuartos de final, tras el parón estival, el rival fue el más duro posible: el Al-Hilal. En el primer partido como locales terminaorn sin goles, pero los errores en las jugadas a balón parado en el partido de vuelta salieron caros y serían eliminados de la competencia.
En la siguiente temporada, Al-Ain dominó la UAE Pro League desde el principio hasta el final y finalmente logró un título con 7 puntos de ventaja sobre el Al-Wahda. Las victorias como 7-0, 6-2, 6-0, 5-0 y 4-0 se convirtieron en algo habitual y, al final, Al Ain ganó el título con más de 3 goles por porcentaje de partido y la mayor cantidad de goles marcados en la historia de la competencia. Fue el primer trofeo para el club después de tres temporadas y solo un par de días después, el 3 de mayo, Mamić también logró ganar la Copa Presidente de Emiratos Árabes Unidos. En consecuencia, se ganó su lugar en los libros de historia del club porque fue el primer doblete en la historia. Al final de la temporada se anunció que Mamić acordó una extensión de contrato hasta junio de 2019.

### Al-Hilal
El 31 de enero de 2019, Mamić fue nombrado entrenador del Al-Hilal. Fue despedido el 27 de abril de 2019, luego de una derrota en casa por 5-0 ante Al-Taawoun.

### Regreso al Dinamo Zagreb
El 5 de junio de 2019, Mamić regresó al Dinamo Zagreb y fue nombrado director deportivo. Sin embargo, el 7 de julio de 2020, tras el despido de Igor Jovićević, fue nombrado entrenador interino del club hasta el final de la temporada. En su primer partido el 12 de julio, Mamić llevó al equipo a una derrota en casa por 2-3 ante el Hajduk Split. Estaba destinado a ser un interino solo durante tres partidos de liga, sin embargo, fue nombrado entrenador completo después de información falsa sobre Matjaž Kek que se negó a entrenar al Dinamo.
El 15 de marzo de 2021, tras el veredicto por el que fue condenado a cuatro años de prisión, Mamić renunció como entrenador y director de fútbol del Dinamo.

## Vida personal
Mamić nació en Zagreb como el tercer hijo de Josip y Lucija Mamić. Ambos padres provienen de Bosnia y Herzegovina; el padre, Josip, es de Zidine, y la madre, Lucija, es de Bukova Gora.

### Acusaciones de evasión de impuestos
Zoran es un hermano menor de Zdravko, ex director ejecutivo del Dinamo Zagreb. Ambos hermanos han sido declarados culpables de desviar millones de euros del club croata y de evadir millones en impuestos no pagados, pero aunque ha sido sentenciado, su hermano está actualmente evadiendo órdenes de arresto al residir en una zona de no extradición. Sus activos en Croacia son confiscados. En mayo de 2021, fue arrestado en Bosnia y Herzegovina, donde huyó junto con su hermano Zdravko luego de su condena. Croacia había emitido una orden de arresto internacional contra él, luego de no presentarse en prisión para comenzar a cumplir sus sentencias por evasión de impuestos.

## Clubes

### Como jugador
| Club             | País                 | Año       |
| ---------------- | -------------------- | --------- |
| Dinamo Zagreb    | Yugoslavia y Croacia | 1988-1996 |
| VfL Bochum       | Alemania             | 1996-1998 |
| Bayer Leverkusen | Alemania             | 1998-2000 |
| VfL Bochum       | Alemania             | 2000-2001 |
| Greuther Fürth   | Alemania             | 2001-2003 |
| Rot Weiss Ahlen  | Alemania             | 2003-2004 |
| Eintracht Trier  | Alemania             | 2004-2005 |
| Dinamo Zagreb    | Croacia              | 2005-2007 |

### Como director deportivo
| Club          | País    | Año       |
| ------------- | ------- | --------- |
| Dinamo Zagreb | Croacia | 2007-2016 |
| Dinamo Zagreb | Croacia | 2019-2021 |

### Como entrenador
| Club                       | País                   | Año         | PJ  | PG  | PE | PP | Efectividad |
| -------------------------- | ---------------------- | ----------- | --- | --- | -- | -- | ----------- |
| Dinamo Zagreb (Interinato) | Croacia                | 2013        | 3   | 3   | 0  | 0  | 100%        |
| Dinamo Zagreb              | Croacia                | 2013 - 2016 | 144 | 97  | 26 | 21 | 73.38%      |
| Al-Nassr                   | Arabia Saudita         | 2016 - 2017 | 21  | 15  | 2  | 4  | 74.6%       |
| Al-Ain                     | Emiratos Árabes Unidos | 2017 - 2019 | 89  | 51  | 19 | 19 | 64.42%      |
| Al-Hilal                   | Arabia Saudita         | 2019        | 21  | 13  | 3  | 5  | 66.66%      |
| Dinamo Zagreb              | Croacia                | 2020 - 2021 | 42  | 29  | 7  | 6  | 74.61%      |
| Total                      | Total                  | Total       | 320 | 208 | 57 | 55 | 70.94%      |

## Palmarés

### Como jugador

#### Campeonatos nacionales
| Título               | Club          | País    | Año     |
| -------------------- | ------------- | ------- | ------- |
| Primera Liga         | Dinamo Zagreb | Croacia | 1992-93 |
| Copa de Croacia      | Dinamo Zagreb | Croacia | 1993-94 |
| Primera Liga         | Dinamo Zagreb | Croacia | 1995-96 |
| Copa de Croacia      | Dinamo Zagreb | Croacia | 1995-96 |
| Primera Liga         | Dinamo Zagreb | Croacia | 2005-06 |
| Supercopa de Croacia | Dinamo Zagreb | Croacia | 2006    |
| Copa de Croacia      | Dinamo Zagreb | Croacia | 2006-07 |
| Primera Liga         | Dinamo Zagreb | Croacia | 2006-07 |

### Como entrenador

#### Campeonatos nacionales
| Título                                    | Club          | País                   | Año     |
| ----------------------------------------- | ------------- | ---------------------- | ------- |
| Primera Liga                              | Dinamo Zagreb | Croacia                | 2013-14 |
| Primera Liga                              | Dinamo Zagreb | Croacia                | 2014-15 |
| Copa de Croacia                           | Dinamo Zagreb | Croacia                | 2014-15 |
| Primera Liga                              | Dinamo Zagreb | Croacia                | 2015-16 |
| Copa de Croacia                           | Dinamo Zagreb | Croacia                | 2015-16 |
| Liga Árabe del Golfo                      | Al-Ain        | Emiratos Árabes Unidos | 2017-18 |
| Copa Presidente de Emiratos Árabes Unidos | Al-Ain        | Emiratos Árabes Unidos | 2017-18 |
| Primera Liga                              | Dinamo Zagreb | Croacia                | 2019-20 |